# Eduard Schneider (Radsportler)
Eduard Schneider (* 27. Oktober 1948 in Seftigen) ist ein ehemaliger Radrennfahrer aus der Schweiz.

## Sportliche Laufbahn
Eduard «Edy» Schneider begann 1965 mit dem Radsport. Als Amateur war er Mitglied der Bahn-Nationalmannschaft der Schweiz. 1970 gewann er mit seinem Bruder Jürg die Internationale Meisterschaft im Zweier-Mannschaftsfahren auf Bahn der Werner-Seelenbinder-Halle in Berlin und schlug dabei die gesamte DDR-Bahnfahrerelite. 1969 hatten beide bereits das Sechstagerennen für Amateure in Bremen gewonnen. Mit Dirk Baert siegte er ebenfalls 1969 beim Sechstagerennen für Amateure in Zürich. 1969 und 1970 wurde er u. a. mit seinem Bruder Jürg Vize-Meister in der Mannschaftsverfolgung.
1971 wechselte er zu den Berufsfahrern und fuhr für das Radsportteam Möbel-Märki, in dem auch die Deutschen Albert Fritz und Dieter Puschel unter Vertrag standen. Er wurde 1971 und 1972 Schweizer Meister im Omnium, jeweils vor Louis Pfenninger.

## Familiäres
Sein jüngerer Bruder Jürg Schneider war ebenfalls Radsportler und sein langjähriger Partner im Zweier-Mannschaftsfahren.